# Големан
Големан, още Копач дере или Копачдере (изписване до 1945 година: Голѣманъ, на гръцки: Κουπατσιανός, Купацианос, Κοπατσινό, Копацино), е река в Солунско и Сярско, Егейска Македония, Гърция.

## Описание
Реката извира в Богданската планина северно от връх Чиплак (1077 m) и тече на север. В горната си част носи името Гурдере (Гур Лакос), а в средното Стимала. Под връх Сапан Дермен завива на изток и представлява границата между Богданската планина на юг и Карадаг на север. Минава покрай развалините на едноименното село Копач дере и излиза в Сярското поле при село Копач (Верги) и се влива в Струма като десен приток.
В 1968 година името на реката е променено на Скапанис Рема (Σκαπάνης Ρέμα).

## Водосборен басейн
→ ляв приток, ← десен приток
- → Казан

- → Ярликия

- ← Хламур (Фламури)
- → Румли

- → Караджали

- → Анелико
- → Коздакуз

- → Махмутлю

- ← Порой